# Мілуватський водолій
Мілува́тський водолі́й — парк-пам'ятка садово-паркового мистецтва місцевого значення в Україні. Розташована у селі Мілуватка Сватівського району Луганської області. 
Площа 17 га. Оголошений рішенням Луганської обласної ради № 13/12 від 31 серпня 2000 року. Перебуває у віданні: Мілуватська сільська рада.

## Опис
Куточок лісопаркових насаджень у закруті річки Красна. До Жовтневої революції була поміщицьким садом. З того періоду збереглися вікові груші і яблуні. Протягом останніх десятиріч відбувалося природне заростання парку вільхою, дубом, липою, тополею, ясеном, кленом татарським, чагарниковими порадами: бруслиною, свидиною, жимолостю, бирбчиною, скумпією тощо.